# Erhard Hirt

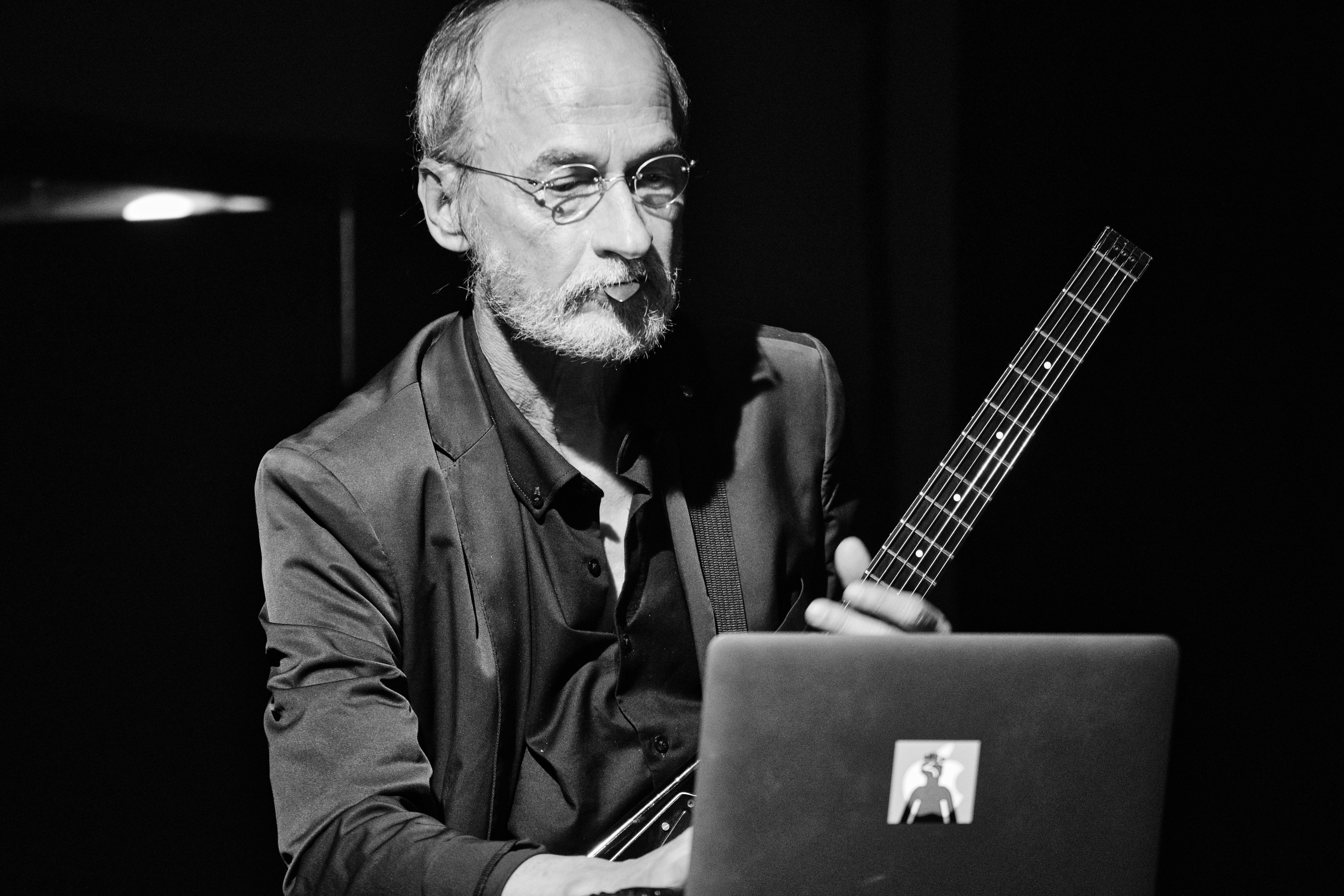
Erhard Hirt mit XPACT im club W71, 2022

Erhard Hirt (* 31. Oktober 1951 in Bonn) ist ein deutscher Jazz- und Improvisationsmusiker (Gitarre, Elektronik).

## Leben und Wirken
Hirt spielte zunächst autodidaktisch Blues, bevor er ab 1970 mit jazzorientierten Rockbands arbeitete. Ab 1974 spielte er in der experimentellen Gruppe „Jazz Community“, daneben aber auch mit Bluesbands wie der „Delta Blues Band“ oder der „Matt Walsh Bluesband“, bevor er 1979 ein eigenes Improvisationsensemble gründete, mit dem er 1981 auf dem Moers Festival auftrat. Anschließend spielte er mit Wolfgang Fuchs, Hans Schneider und Paul Lytton in der Gruppe XPACT, die 1984 das Album „Frogman’s View“ einspielte, aber auch im Trio mit Schneider und Radu Malfatti. Neben Fuchs, Malfatti und Lytton war er Mitte der 1980er Jahre an der Gründung des europäischen „King Übü Orchestrü“ beteiligt. Mit Phil Minton und Willi Kellers trat er im Trio auf, mit Lol Coxhill im Duo. 1990 bildete er ein Duo mit Dietmar Diesner, 1992 war er wie auch Helmut Bieler-Wendt, Maud Sauer und Uwe Oberg Mitglied des Humannoise Ensemble. Er arbeitete weiterhin mit Anne LeBaron, Phil Wachsmann und Alfred Zimmerlin, mit Minton und John Butcher (CD 1996) sowie mit dem  Multiinstrumentalisten Martin Klapper und mit der Schweizer Vokalistin Dorothea Schürch. Seit 1977 trat er aber auch mit Soloprojekten auf, legte Solo-Alben vor und ging mit ihnen auch auf USA-Tournee. Daneben trat er auch mit anderen Gitarristen wie Derek Bailey, Hans Reichel, Joe Sachse, Uwe Kropinski, Eugene Chadbourne, Jean-Marc Montera oder Stephan Wittwer auf. Im Gitarrenquartett Extended Guitars trifft er auf Keith Rowe, Hans Tammen und Nick Didkovsky. Seit 1997 gehört er zum Ensemble Echtzeit, in dem Improvisatoren aus Nordrhein-Westfalen wie Mark Charig, Gunda Gottschalk, Ute Völker, Melvyn Poore, Stefan Keune und Thomas Lehn zusammenarbeiten. Mit Lehn und Martin Theurer spielte er das Album „Trinidad“ (1999) ein. 
Hirt erhielt 1984 den „Stadtmusikpreis“ des WDR. Nach Ansicht des Fachblatts „Guitar Techniques“ gilt er als „einer der zurzeit originellsten und faszinierendsten experimentellen Solo-Gitarristen …“

## Lexigraphische Einträge
- Martin Kunzler: Jazz-Lexikon. Band 1: A–L (= rororo-Sachbuch. Bd. 16512). 2. Auflage. Rowohlt, Reinbek bei Hamburg 2004, ISBN 3-499-16512-0.